# (531015) 2012 BX154
(531015) 2012 BX154 est un objet transneptunien considéré comme faisant partie des objets épars d'environ 210 km de diamètre.